# Lac Sainte-Catherine
Le Lac Sainte-Catherine est une étendue d'eau située entre le lac Pontchartrain et le lac Borgne, dans l'État de Louisiane aux États-Unis.
C'est un lac d'eau saumâtre qui s'étend à l'est de la paroisse d'Orléans près de La Nouvelle-Orléans. 
Le lac Sainte-Catherine reçoit les eaux océaniques provenant du golfe du Mexique par le biais du détroit des Rigolets.
Autrefois existait le long de sa rive un village qui portait le même nom, mais en 1915, un ouragan détruisit la petite ville de Lac Sainte-Catherine.
Les rives du lac Sainte-Catherine furent des lieux de loisirs et de détente (restaurants, parcs, pêche) pour la population de La Nouvelle-Orléans jusqu'au passage dévastateur de l'ouragan Katrina en août 2005.